# Ladislav Grosman
Ladislav Grosman (ur. 1921 w Humenném, zm. 25 stycznia 1981 w Tel Awiwie) – słowacki prozaik i publicysta pochodzenia żydowskiego. Część swych dzieł opublikował w języku czeskim. Gimnazjum ukończył w słowackich Michalovcach, studiował w Pradze.
Jest m.in. autorem noweli Sklep przy głównej ulicy (Obchod na korze) wydanej i zekranizowanej w 1965 (wydanie polskie 1993). Film otrzymał w roku 1965 Oscara dla najlepszego filmu nieanglojęzycznego. Przed książką była opowieść Pasca (Pułapka).